# 自然实验
自然实验是一种实证研究，在这项研究中，研究對象處於研究者無法控制而由其他因素所控制的環境中。因此，自然实验不是對照實驗而是观察性研究。
当無法進行對照實驗时，研究者就会采用自然实验，例如在流行病学（如评估原子弹爆炸时生活在广岛附近的人的健康與电离辐射之間的關係）和经济学、社會科學（如評估美國人的教育水平與日後經濟狀況之間的關係）中所涉及的一些研究领域。